# Зузана Халупова
Зузана Халупова (слч. Zuzana Chalupová; Ковачица, 5. фебруар 1925 — Београд, 1. август 2001) је била позната сликарка наиве из Ковачице, Србија.
Халупова је била једна од најзначајнијих протагониста ковачичке наиве скупа са Мартин Јонашем, и њене слике се налазе у многим музејима, галеријама и приватним збиркама свугде по свету. Излагала је самостално и групно у земљи и иностранству (Париз, Њујорк, Рим, Беч, Бон, Цирих, Копенхаген, Стокхолм, Женева, Диселдорф и у другим градовима света), Била је прва жена у Ковачици која је своје слике релативно касно започела да слика, заменила спретност најбоље везиље у селу и која је свој вез сама смишљала, са кистом- остваривши своје снове да сама слика и ствара и у ликовној уметности изгради властити свет.

## Живот и дело
Рођена је 5. фебруара 1925. године у Ковачици у Србији, као Зузана Корењова (слч. Koreňová) у словачкој породици сиромашног занатлије столара од оца Мартина и Мајке Ане рођ. Галат. Имала је и сестру. Основну школу је похађала у Ковачици и завршила 5 разреда и ту се истицала својим сликарским талентом. 1942. године се удала за Адама Халупу. Они живе од виноградарства и земљорадње а имали су и пчеле као и њена бака.
Прву слику је насликала на зиду куће, бојама које је растворила у млеку 1948. године. У својој младости се бавила везом и била је изванредна везиља. Ово је касније утицало на њен начин декорације својих дела. Радила је и гоблене. Године 1964. је радила слике у уљу и са воденим бојама и у јулу је словачки лист „Hlas ľudu“ објавио чланак о њој као новој уметници ковачичке наиве. Већину својих првих слика је одмах продала. Излаже у земљи и иностранству што је и заслуга познанства са пензионисаним професором из Београда Браниславом Грубачем који је ценио њен рад и који јој је помогао да се експонира.
У браку није имала деце те је у својим сликама створила свет у којем је било пуно деце и представљање дечјег лица је постала основна тема у њеном стваралаштву. 1969. године је њен рад запажен у Француској и Немачкој и појављује се у часописима које се баве уметничком тематиком у „ Модерној ревији“ и „Фигару“ а једна немачка кућа јој објављује сликовницу. Следе изложбе у Цириху, Њујорку а затим и Лондону и Бечу. 1973. године је сликарку у атељеу посетио Франсоа Митеран. Тада почиње да сарађује са Уницефом.
Године 1974. умире њен супруг Адам. У даљем времену излаже као искусна уметница у Европи и у многим земљама света. Своје слике је у добротворне сврхе поклањала Уницефу, Унеску и Црвеном крсту.
Године 1974. Халупова је насликала за Уницеф „Деца УН“, дело препуно симбола: у средишту композиције је земљина кугла а у другом плану је зграда Уницефа. Ту су и Кип слободе, раздрагана деца, роде, анђели са маслиновим гранчицама. Исте године је Уницеф, њену слику „Зима“ штампао у виду новогодишњих честитки у два милиона примерака.
Симболичну композицију израдила је 1978. године за Завод за заштиту споменика културе Републике Србије „Заштитимо споменике културе“. На овој слици доминира манастир Грачаница који је смештен поред статуе „Победника“ око које је мноштво раздрагане деце у словачкој народној ношњи, неколицина православних свештеника, мноштво птица, икона, путира, крајпуташа, док Бог на небу посматра ту савршену хармонију.
Дана 1. августа, у среду, 2001. године у Београду после краће болести је у 76. години живота преминула и сахрањена је у Ковачици.

## Карактеристике њеног опуса
Најчешће је сликала призоре из свакодневног живота и рада, као храњење живине, прање рубља, мужу краве, окопавање кукуруза и друге послове који се одвијају на селу. На сликама се примећује наративни сликарски израз и тако уз помоћ бројних фигура које смешта у сеоски пејзаж, ведуту или собу прича догађаје из сеоског живота њених сународника Словака. Нарочито када слика собе она користи своја искуства везиље да би декорисала своје слике. По правилу све њене фигуре су дечјег лица и одрасли само су они мало већи и имају браде и бркове. Била је религиозна, скупљала је Библије и добро познавала Свето писмо и сликала је на ове теме. На сликама са религиозном тематиком и свеци и личности из Библије су такође дечјих лица са брковима и брадама. Ликовни свет Зузане Халупове је измишљени дечји свет у коме постоје само деца пуна оптимизма и среће и они представљају њен космос и уметнички универзум.
Слике Зузане Халупове редукују простор и делују површински и ако се она труди да представи дубину простора у перспективи. У савременој уметности се постепено изгубио интерес за представљање простора а изгубљени простор кореспондира са њеним идеалним светом који је створила;светом пуним деце. Зузана или како су је звали „мајка Зузана“ се трудила да створи и прикаже један оптимистичан бољи свет у коме постоје људи дечјих лица, који је бољи и срећнији.
Зузана Халупова била је члан Галерије наивне уметности од 1964. године.

## Галерија наивне уметности
Радови Зузане Халупове изложени су у Галерији наивне уметности у Ковачици. Галерија наивне уметности у Ковачици изложбени је простор у коме своја дела излажу наивни сликари из Ковачице. Основана је 15. маја 1955. године и спада у ред туристички најпосећенији објеката на подручју општине Ковачица, првенствено због слика сликарке Зузане Халупове и Мартина Јонаша. Годишње галерију посети између 16.000 и 20.000 туриста.

## Одликовања
Зузана Халупова понела је високо одликовање за животно дело „Ћирило и Методије“ као највеће признање које Матица словачка из Братиславе додељује успешним Словацима у дијаспори. Ову награду је у присуству конзула словачке амбасаде у Ковачици у Галерији наивне уметности Зузани Халуповој уручио председник Матице словачке.
- Део Галерије наивне уметмости у Ковачици посвећен Зузани Халуповој
- Признања додељена Зузани Халуповој
- Штафелај Зузане Халупове
- Слика Зузане Халупове на поштанској марки